# Jens Grahl
Jens Grahl,  né le 22 septembre 1988 à Stuttgart, est un footballeur allemand. Il évolue au poste de gardien de but au Eintracht Francfort.

## Biographie
Jens Grahl joue dans sa jeunesse au SpVgg Greuther Fürth. Lors de la saison 2006/2007, il trouve sa place dans l'équipe II de Fürth. Lors de la saison 2008/2008, il est premier gardien et joue 29 matchs. Il est transféré en 2009 au TSG Hoffenheim, mais joue aucun match. Il joue néanmoins 26 fois avec l'équipe II en 2010/2011.  La saison suivante, il est prêté au SC Paderborn 07 où il débute dès le début au DFB-Pokal contre Rot Weiss Ahlen.  SC Paderborn gagne le match 10:0.
Il revient à Hoffenheim en 2012/2013, mais ne joue que des matchs avec l'équipe U-23. Il devient deuxième gardien dans la saison 2013/2014 derrière Koen Casteels. Son premier match en équipe première est le 24 septembre 2013 lors de la victoire 3:0 au DFb-Pokal contre FC Energie Cottbus.  Après quelques mauvaises performances de Casteels, il joue le 8ème de finale du DDB-Pokal lors de la victoire 3:1 à l'extérieur contre FC Schalke 04 et un match de Bundesliga contre Eintracht Francfort (2:1). Grâce à ses supers performances et son amour pour le maillot, il aide au club à se maintenir et est très aimé par les fans et se fait appeler sous le nom de " Der heilige Grahl" littéralement le " Saint-Graal".
Il est transféré pour la saison 2016/2017 au VfB Stuttgart.

### Palmarès
- VfB Stuttgart :
  - Champion de 2. Bundesliga en 2017